# Pragnia syberyjska
Pragnia syberyjska (Waldsteinia ternata) – gatunek roślin z rodziny różowatych. Występuje w Europie Środkowej i Wschodniej oraz wschodniej Azji (Japonia, prowincja Jilin w północnych Chinach, Sachalin i wschodnia Syberia). Europejski i dalekowschodni zasięg gatunku rozdziela dysjunkcja o szerokości ponad 5 tysięcy km. Rośnie w wilgotnych lasach. Uprawiany jest jako roślina okrywowa.

## Morfologia
PokrójPłożąca, kłączowa bylina o wysokości do 20 cm.
LiścieCiemnozielone, trójlistkowe, rombowojajowate z powcinanymi brzegami. Osiągają wraz z ogonkami do 10 cm długości. Ogonki nagie lub u szczytu owłosione. Przylistki brązowe.
KwiatyZebrane w kwiatostanach wierzchotkowych w liczbie od jednego do trzech. Kwiaty osadzone są na nagich lub słabo owłosionych szypułkach i osiągają od 1 do 2,5 cm średnicy. Kielich składa się z jajowato-trójkątnych działek, wspartych krótszymi, lancetowatymi listkami kieliszka. Płatki korony żółte, eliptyczne do eliptyczno-rombowatych, dwa razy dłuższe od działek kielicha.
OwoceWalcowate do jajowatych, brązowoczarne, biało owłosione niełupki o długości do 3 mm.

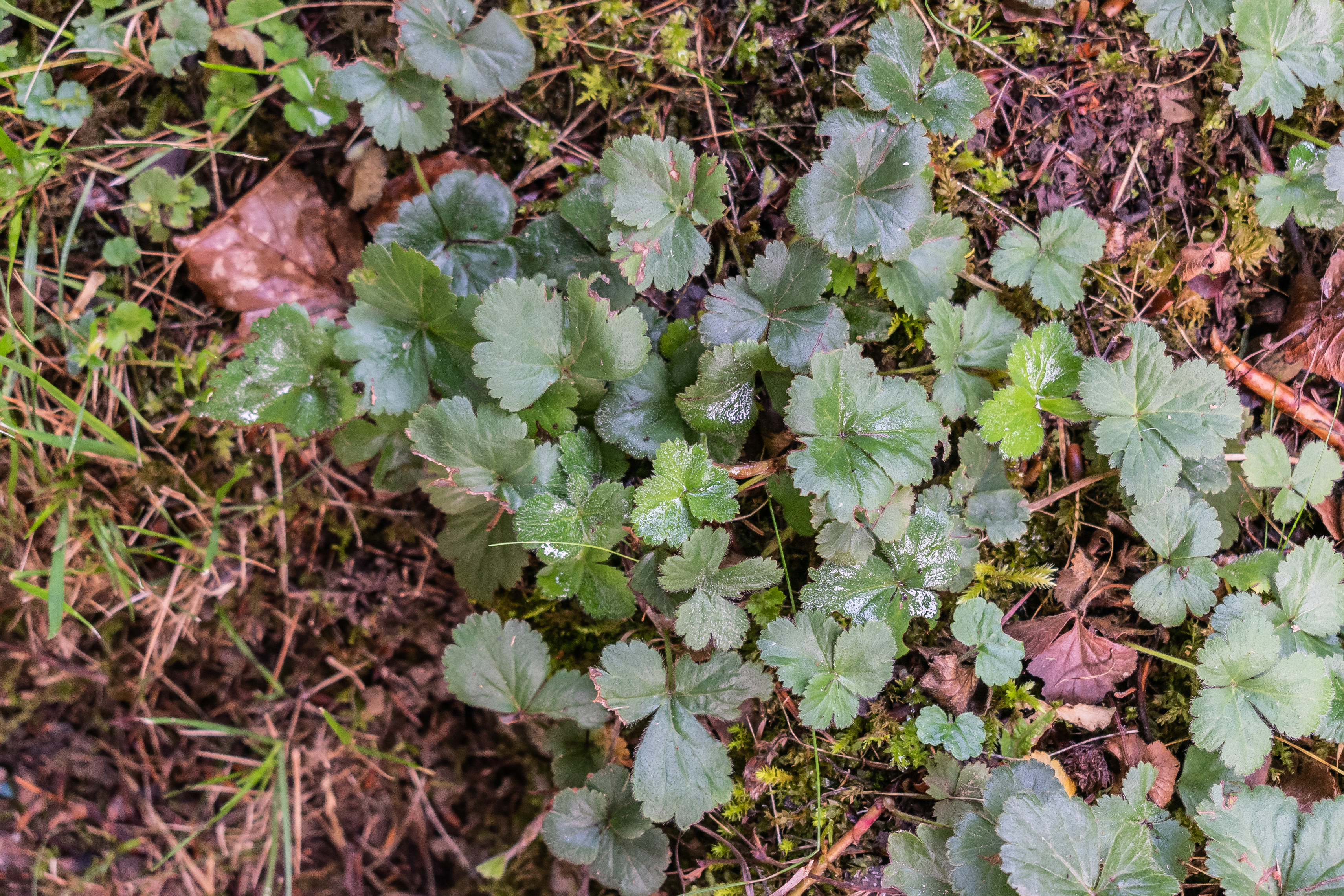
Liście
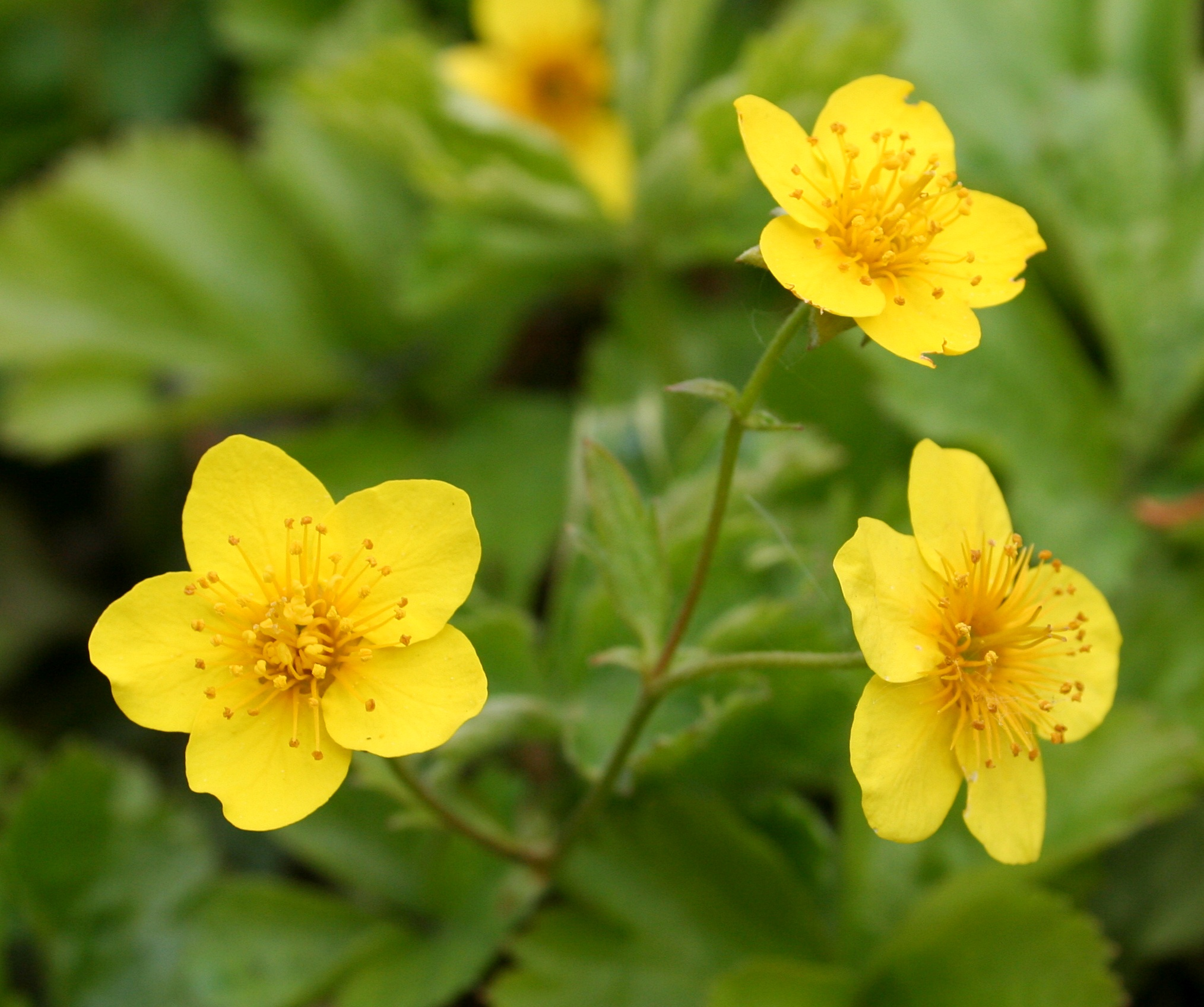
Kwiatostan
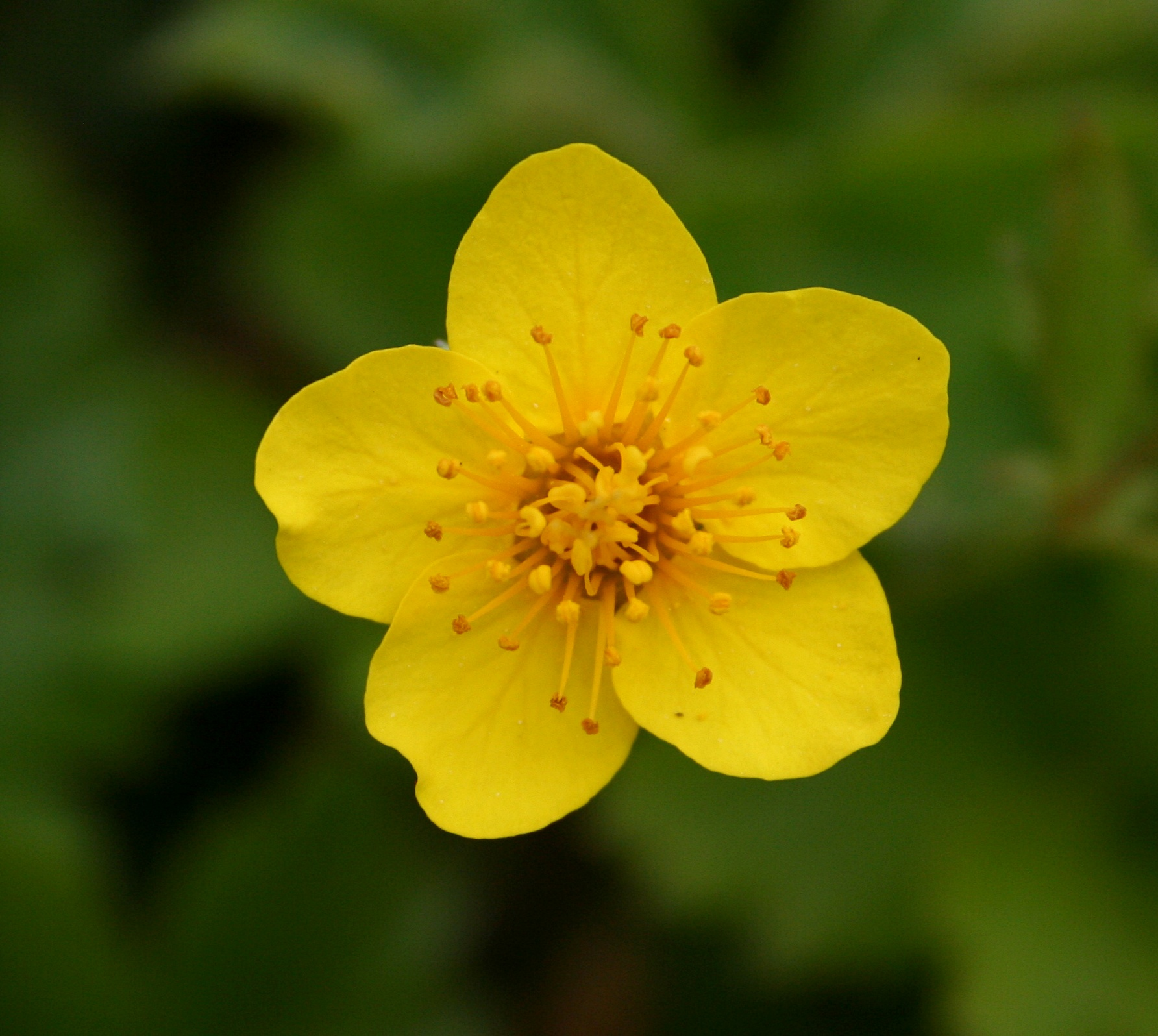
Kwiat

## Uprawa
Stanowisko i wymaganiaCieniste i półcieniste, wilgotne, choć znosi okresowe przesychanie podłoża. Nie ma specjalnych wymagań co do gleby i pH.